# あま市立正則小学校
あま市立正則小学校（あましりつ まさのりしょうがっこう）は、愛知県あま市二ツ寺にある市立小学校である。

## 概要
あま市の中央部にある小学校であり、名古屋市から西に5kmほどの住宅地と田園風景が見られるのどかな場所にあり西方を南北に県道一宮蟹江線(西尾張中央道)と県道甚目寺佐織線が、南方に名鉄津島線が走っている。校区は、北を稲沢市に接している。旧美和町の花であるパンジーの栽培も校区で行われている。また、戦国武将である福島正則の生誕の地であり、その記念碑も校区内にある。正則小学校の名称は、この福島正則の名前を取って付けられたものである。

## 沿革
- 1887年 (明治20年) - 二ツ寺学校、富塚学校、花正学校及び金岩学校の一部が合同し、尋常小学二ツ寺学校が設置される。
- 1892年 (明治25年) - 町村制施行に伴い、正則村立正則尋常小学校に改名される。
- 1907年 (明治40年) - 1964年の正則村、蜂須賀村、篠田村の合併によって美和村になるのに伴い美和村二ツ寺尋常小学校に改名される。
- 1917年 (大正6年) - 美和村立正則尋常小学校に改名される。
- 1941年 (昭和16年) - 美和村正則国民学校に改名される。
- 1944年 (昭和19年) - 太平洋戦争が激化した為、月ノ宮神社に学童用防空壕が掘られる。また、都市からの疎開児童が増える。
- 1947年 (昭和22年) - 美和村立正則小学校に改名される。PTAが発足する。
- 1958年 (昭和33年) - 町制施行により美和町立正則小学校に改名される。
- 1960年 (昭和35年) - 校旗の樹立式が行われる。
- 1963年 (昭和38年) - 校歌が制定される。
- 1965年 (昭和40年) - 鉄筋3階建て校舎の竣工式が行われる。
- 1968年 (昭和43年) - 南東校地435坪(1325.5㎡平方メートル)を拡張する。
- 1985年 (昭和60年) - 児童数増加により、東小学校が新設され、木折地区が移る。文部省委嘱勤労生産学習研究推進校として研究発表会を行う。
- 1997年 (平成9年) - コンピュータ教室を設置する。
- 2000年 (平成12年) - 文部省から学校給食優良学校の表彰を受ける。
- 2004年 (平成16年) - コンピュータ教室のパソコンを入れ替える。
- 2007年 (平成19年) - 南校舎耐震補強工事を行う。
- 2010年 (平成22年) - 美和町、甚目寺町、七宝町が合併によってあま市になるのに伴いあま市立正則小学校に改名される。

## 生徒数
- 2013年現在、生徒数は296人である。

## 通学区域
- 美和地区（旧美和町）の北東部
- 二ツ寺、古道、花正(金岩越の一部)、花長、冨塚、東溝口

## 著名な出身者
- 石川ひとみ（歌手）